# Militärputsch in Pakistan 1999
Der Militärputsch 1999  war ein unblutiger Staatsstreich in Pakistan, bei dem die pakistanische Armee und der damalige Stabschef der Armee und Vorsitzende des Generalstabs, General Pervez Musharraf die Kontrolle über die Regierung von Nawaz Sharif übernahm. Musharraf rief am 14. Oktober 1999 den Ausnahmezustand aus und setzte die Verfassung außer Kraft.

## Vorgeschichte
Bei den Parlamentswahlen in Pakistan 1997 ging Nawaz Sharif mit seiner Partei PML-N als Sieger hervor und erzielte eine Zweidrittelmehrheit im Parlament. Seine zweite Amtszeit war geprägt vom Urteil des Oberster Gerichtshof Pakistans unter Vorsitz von Chief Justice Sajjad Ali Shah.
Der Gerichtshof befasste sich mit der Rechtmäßigkeit des 13. Verfassungszusatzes zur pakistanischen Verfassung. Dieser Verfassungszusatz war im April 1997 durch die pakistanische Nationalversammlung beschlossen worden. Nach diesem Zusatz sollte künftig der Premierminister und nicht wie bisher der Präsident die Oberkommandierenden der pakistanischen Streitkräfte (Luftwaffe, Heer und Marine) ernennen. Außerdem wurde der achte Verfassungszusatz aufgehoben. Dieser war zur Zeit der Diktatur Zia-ul-Haqs 1985 in die Verfassung eingeführt worden und hatte eine erhebliche Machtsteigerung des Präsidenten zur Folge gehabt, indem er diesen ermächtigte, im Bedarfsfall der Premierminister zu entlassen und die Nationalversammlung aufzulösen. Der Chief Justice sprach sich für die Rechtmäßigkeit der Änderung aus. Sajjad Ali Shah war aber als Oberster Richter nicht unumstritten, da er im Jahr 1994 durch die damalige Premierministerin Benazir Bhutto unter Umgehung des bis dahin am Obersten Gericht üblichen Senioritätsprinzips ernannt worden war. Viele Juristen forderten daher seine Absetzung. Die Partei von Nawaz Sharif ging in Berufung und das Gericht entschied, die Verabschiedung von Gesetzen auszusetzen. Nawaz Sharif war von dieser Entscheidung nicht erfreut. Nawaz Sharif sollte vom Chief Justice wegen Verstoß gegen die Hausordnung einbestellt werden. Im November 1997 erschien Sharif vor Gericht jedoch stürmten Parteigänger der PML-N das Gebäude des Obersten Gerichtshof Pakistans und zwangen den Chief Justice seine Anordnung zurückzunehmen. Der Polizei in Islamabad gelang es, Recht und Ordnung wiederherzustellen. Die Justizkommission nahm daraufhin Ermittlungen auf entschied, dass die Einstellung von Chief Justice Shah nicht rechtmäßig war. Chief Justice Shah trat anschließend von seinem Amt als Chief Justice zurück. Auch der damalige Präsident Farooq Leghari, der Sajjad Shah unterstützte, trat zurück, da sich der Armeechef Jehangir Karamat und der Chef der Luftwaffe Feroze Khan einschalteten, um eine Staatskrise zu verhindern. Nawaz Sharif nominierte daraufhin Saeeduzzaman Siddiqui als neuen Chief Justice und bot Rafiq Tarar die Präsidentschaft an. Nawaz Sharif setzte 1998 den damaligen Chief of Army Staff, Jehangir Karamat ab, als dieser eine Rede vor Studenten hielt. Die Entlassung von Karamat durch Sharif wurde im Kabinett kritisiert und auch sein Verhältnis zum Militär verschlechterte sich. Die Entlassung des Armeechef war einmalig in der pakistanischen Geschichte. Nach der Entlassung von Karamat entschied sich Sharif dazu Pervez Musharraf als neuen Armeechef einzusetzen. Im darauffolgenden Jahr verschlechterten sich die Verhältnisse zwischen Regierung und Militär weiter, als Nawaz Sharif den indischen Premierminister Atal Bihari Vajpayee für Friedensgespräche nach Lahore einlud. Armeechef Musharraf war von diesem Schritt nicht begeistert.
Pakistanische Soldaten überquerten 1999 auf Befehl von Musharraf die LoC und marschierten in Kargil ein und löste fast einen Krieg zwischen Pakistan und Indien aus. Die indische Armee reagierte mit Vorbereitungen auf Kriegshandlungen, während die Indische Regierung Nawaz Sharif diplomatisch unter Druck setzte, die Soldaten abzuziehen. Musharraf und Sharif beschuldigen sich gegenseitig für die Situation in Kargil.
Im September 1999 schickte Musharraf Leutnant Tariq Pervez zwangsweise in den Ruhestand. Pervez forderte Nawaz Sharif zum Handeln auf, da andernfalls die Armee die Macht übernehmen würde.

## Der Putsch
Nach dem Kargilkrieg kamen im September 1999 Gerüchte in den pakistanischen Medien auf, dass Musharraf entweder als Armeechef den Rücktritt verkündet oder die Regierungsgewalt übernimmt. Im Oktober 1999 besuchte Musharraf den Armeechef von Sri Lanka C. S. Weerasooriya. Währenddessen entließ Nawaz Sharif Musharraf als Armeechef und nominierte General Ziauddin Butt. Musharraf kehrte nach Pakistan zurück. Die Luftfahrtbehörde wurde durch Nawaz Sharif angewiesen, das Flugzeug in dem Musharraf mit weiteren Generälen saß, nach Indien umzuleiten. Das Flugzeug wurde schließlich nach Nawabshah umgeleitet.
Die Luftfahrtbehörde wurde aufgefordert, die Rollbahnbeleuchtung am Jinnah International Airport auszuschalten, um eine Landung von Musharraf zu verhindern. Das Militär jedoch besetzte und riegelte den Flughafen, auf Anordnung von Musharraf, ab und
ermöglichten so eine Landung des Flugzeugs. Das Militär besetzte auch die Büros des staatlichen Fernsehsenders PTV und umzingelte auch die Sekretariat des Premierministers und alle Flughäfen im Land.

## Auswirkungen
Im Dezember 2000 akzeptierte Musharraf, nach einer Vereinbarung mit Saudi-Arabien, überraschend die Entschuldigung von Nawaz Sharif, der aus dem Gefängnis freikam und gemeinsam mit seiner Familie nach Saudi-Arabien ausreisen durfte. Später stellte sich heraus, dass diese Vereinbarung mit Saudi-Arabien unter Zwang entstand und für Sharif Exil bedeutete. In einem Interview 2016 gab Musharraf zu, dass die Freilassung von Sharif auf Bitten von Saudi-Arabien zustande kam. Im Mai 2000 wurde der Putsch von Musharraf legalisiert. Es wurden jedoch Wahlen angeordnet. Musharraf zwang Rafiq Tarar 2001 zum Rücktritt vom Präsidentenamt. Bei einer Volksabstimmung im April 2002 wurde Musharraf angeblich mit 98 % in seinem Amt bestätigt.